# شرشوريات
الشُّرشُوريَّات هي فصيلة طيورٍ غرّيدة صغيرة الحجم تنتمي إلى رُتبة العصفوريَّات، وتُعرف باسم الشراشير الحقيقيَّة. تقتات هذه الطيور على البذور بشكلٍ رئيسيّ، وأغلب الأنواع تقطن النصف الشمالي من الكرة الأرضيَّة، وهُناك أسرةٌ واحدةٌ فقط تستوطن الإقليم المداري الجديد، وأخرى تقطن أرخبيل هاواي، وثالثةٌ أحاديَّة الجنس، تقطن الإقليم القطبي القديم.
يُشتقُ الاسم العلميَ لهذه الفصيلة Fringillidae، من الكلمة اللاتينيَّة fringilla، وهي اسم شرشور العصافة المألوف (Fringilla coelebs) بهذه اللغة، والأخير عضو في الأسرة الأخيرة المذكورة، ومن أكثر الطيور شيوعًا في أوروبا.
تُعرفُ طيورٌ كثيرةٌ تنتمي لفصائل أخرى باسم «الشراشير» (مُفردها: شرشور)، بما فيها بعض الأنواع شديدة الشبه بالشراشير الحقيقية، مثل شمعيَّات المنقار قاطنة الأقاليم المداريَّة للعالم القديم وأستراليا، وعدَّة مجموعات من الدُرسات (مُفردها: دُرسة)، وعصافير الدوري الأمريكيَّة، وشراشير داروين من أرخبيل الغالاپاغوس، وهذه الأخيرة هيَ من قدَّم الدليل القاطع للعلماء حول صحّة نظرية الانتقاء الطبيعي لتشارلز داروين، وهي الآن تُصنّف على أنها تناجرًا فريدة.

## الوصف

### القدّ

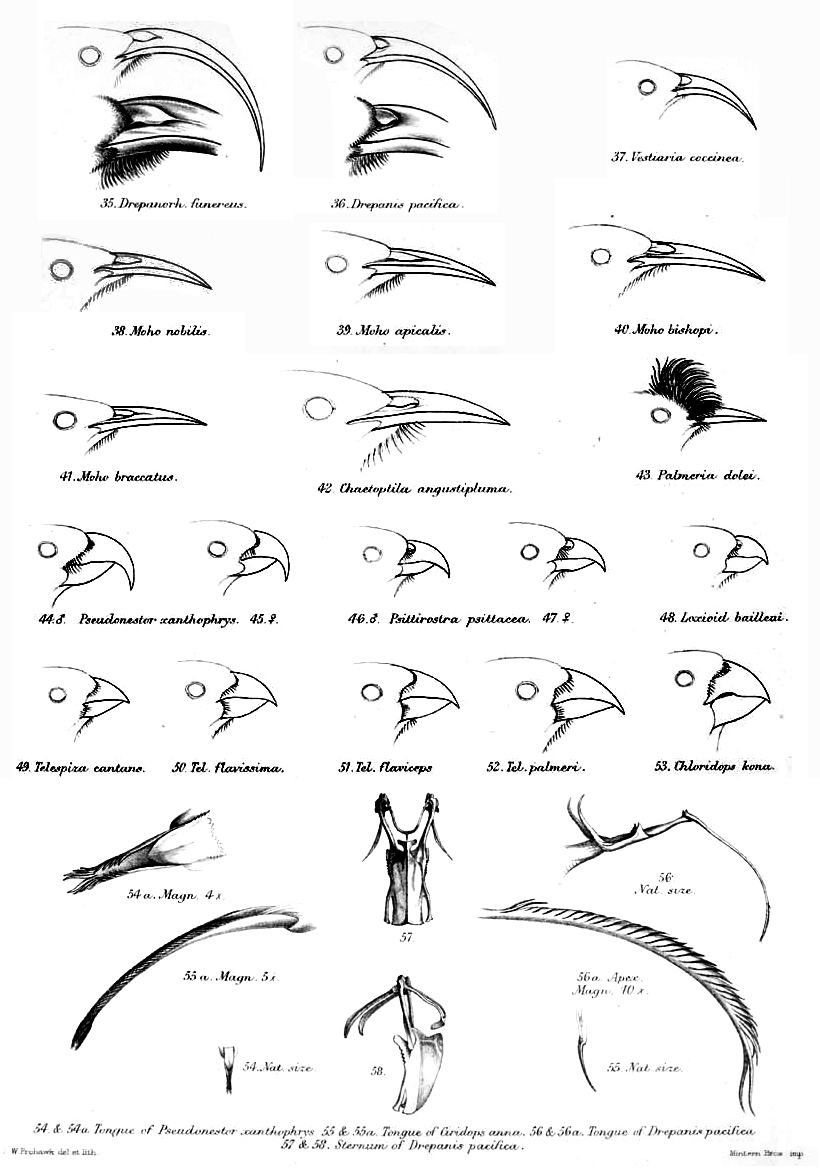
أشكال وأحجام المناقير عند آكلات العسل الهاوايانيَّة.

الشراشير الحقيقيَّة «التقليديَّة» طيورٌ ذات أحجامٍ متباينة للغاية، أصغرها النعَّار الأنديزي (Carduelis spinescens) الذي يصل طوله إلى 9.5 سنتيمترات (3.8 إنشات)، وزنته إلى 8.4 غرامات (0.3 أونصات)، وأكبرها هو مُصلب المنقار المطوَّق (Mycerobas affinis)، الذي يصل طوله إلى حوالي 23 سنتيمتر (9 إنشات)، وزنته إلى 80 غرامًا (3 أونصات). تتمتع الشراشير بمناقير ثخينة قويَّة، يُمكن أن تبلغ أحجامًا ضخمة عند بعض الأنواع، غيرَ أنَّ مجموعةً وحيدةً منها تخرج عن هذه القاعدة، وهي آكلة العسل الهاوايانيَّة، الشهيرة بامتلاكها طائفةً واسعة من المناقير ذات الأحجام والأشكال المتنوعة، اكتسبتها عبر التشعب التكييفي. تتمتع جميع الشراشير الحقيقيَّة باثنا عشر ريشة طيران أساسيَّة، و9 ريشاتٍ ثانويَّة.

### الكِسوة
كِسوتها الرئيسيَّة ضاربة إلى البُنيّ، وأحيانًا إلى الخضار، وكثيرٌ من الأنواع يمتلك علاماتٍ سوداء على مناطق مُعينة أو مُتفرقة من الجسد، أمَّا اللون الأبيض فغائبٌ تقريبًا عندها جميعها، عدا بعض الأنواع ذات الشرائط البيضاء على أجنحتها، والتي تستخدمها للتواصل. تُعدّ المُخضّبات الجزّرانيَّة الصفراء والحمراء الفاقعة شديدة الشيوع عند هذه الفصيلة، وبالتالي فإنَّ الزُرقة تكاد تكون معدومة عند جميع الأنواع، لأنَّ المُخضبات الصفراء تُحوّلُ اللون الأزرق إلى أخضر. يُظهر عددٌ من الأنواع مثونيَّة شكليَّة جنسيَّة، فتكون الذكور أكثر تزوّقًا وبهاءً من الإناث.

### السلوك
تقطن الشراشير عادةً الموائل الحُرجيَّة الكثيفة، لكن بعضها يُمكن العثور عليه في الجبال وحتى في الصحاري. تقتات بشكلٍ رئيسيّ على البزور، غير أنَّ الشراشير الرخيمة تضمّ إلى حميتها الغذائيَّة أعدادًا معتبرة من مفصليات الأرجل والعوزات، كما تكيَّفت آكلات العسل الهاوايانيَّة لتستغل طائفةً واسعة من مصادر الغذاء، بما فيها رحيق الأزهار ونسغ الأشجار، أمَّا فراخ كافَّة الأنواع فغالبًا ما تُطعم مفصليات الأرجل. طيران الشراشير الحقيقيَّة عبارة عن تحليق كذاب كطيران مُعظم العصفوريات الأخرى، فيتضمّن نوبات تخفيقٍ متناوبة، وانزلاقاتٍ أثناء ثني الجناحين. أغلبُ الشراشير يُغرّد تغريدًا غذبًا حسن الوقع على الأذن، الأمر الذي جعلها هدفًا لتجارة طيور الأقفاص، ومن أبرز الأنواع الأليفة: الكنار المُستأنس (Serinus canaria domestica). تُشيَّد الأعشاش في الأشجار غالبًا، وتتخذ شكلاً أسطوانيًا، وفي بعض الأحيان تُبنى في الجَنبات أو بين الصخور وما شابه من العوائق.

## التصنيف العلمي

### الجدال

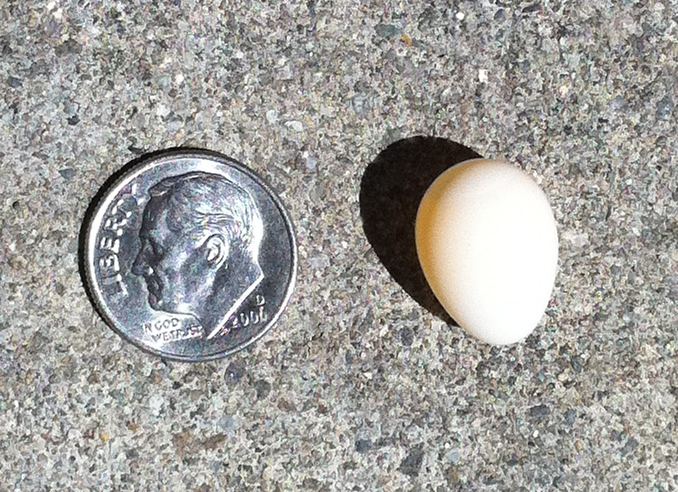
بيضة شرشور بالقرب من دايمٍ أمريكي لتبيان مدى صغر حجمها.

كان التصنيف العلميّ للشرشوريَّات موضعَ جدلٍ كبير في الماضي، فكان بعض العلماء يضع آكلات العسل الهاوايانيَّة ضمن فصيلة مُستقلَّة، أو كل من يجعل الشراشير الشرشوريَّة والشراشير الشوكيَّة (الحَساسين) في قبيلة منفصلة تُشكّلُ معًا أسرةً واحدة. كما كان يُظنّ أنَّ الشراشير الرخيمة تنتمي إلى أسرة التناجريَّات بسبب تشابهها في المظهر الخارجيّ وفي نَمط الحياة، إلى أن تمَّ كشف الانتماءات الحقيقيَّة. كان العلماء الأمريكيَّون الشماليَّون بالأخص، يضعون الدرسات وعصافير الدوري الأمريكيَّة في أسرةٍ واحدة، حتَّى أنّ بعضهم كان يضع أغلب أفراد مجموعة الطيور الغرّيدة التسعة مع الشراشير الحقيقيَّة ضمن فصيلةٍ ضخمة. أمَّا الآن فإن تطوّر البحوث جعل إدراك فروع الشجرة التاريخيعرقيَّة الخاصة بالشراشير أمرًا أكثر يسرًا، فأصبحت الفروع الحيوية الغريّدة التسعة تُصنَّف على أنَّها فصائل كلٌ منها مُستقل عن الآخر. ومؤخرًا تبيَّن أنَّ شرشور شيڤالسكي الوردي (Urocynchramus pylzowi) ينتمي إلى أسرةٍ خاصةٍ به وحده، وأنَّه ليس وثيق الصلة بأي من الشراشير الأخرى.

### الأصل والنشوء
مُستحثات الشراشير الحقيقيَّة نادرة الوجود، وتلك المعروفة منها تخصُ أجناسًا مُنقرضة. يُعتقد أن الشراشير الحقيقيَّة ترجعُ بأصلها إلى أواسط العصر الثلثي الأوسط أو الميوسيني، كما هو حال باقي فصائل العصفوريات، أي أنها نشأت ما بين 20 و 10 ملايين سنة. من أبرز أحافير الشراشير أحفورٌ عُثر عليه في ريف بلدة پولگاردي بالمجر، يتراوح عمره بين 12 و 7.3 ملايين سنة.

### الأسرات والأجناس

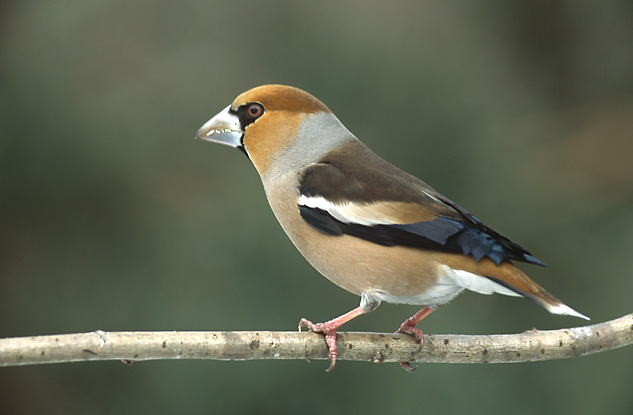
البلبل الزيتوني (Coccothraustes coccothraustes)، أحد أنواع ثخينة المنقار للإقليم القطبي الشامل.

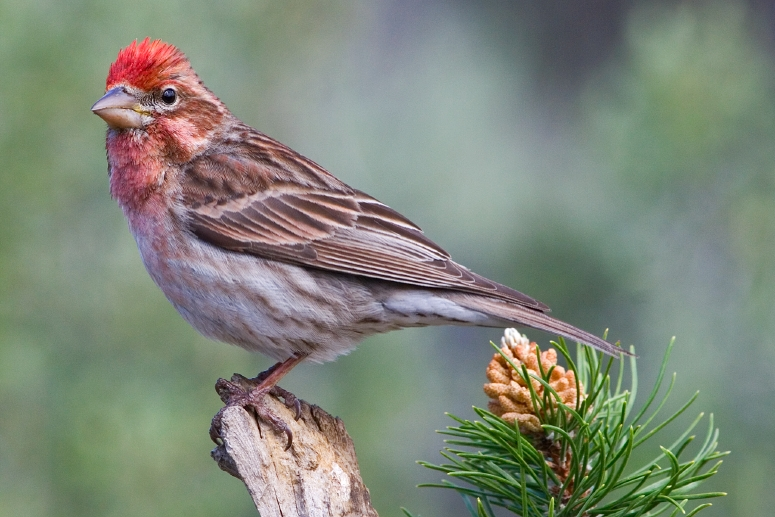
شرشور كاسان (Haemorhous cassinii)، أحد أنواع شراشير الورد الأمريكيَّة.

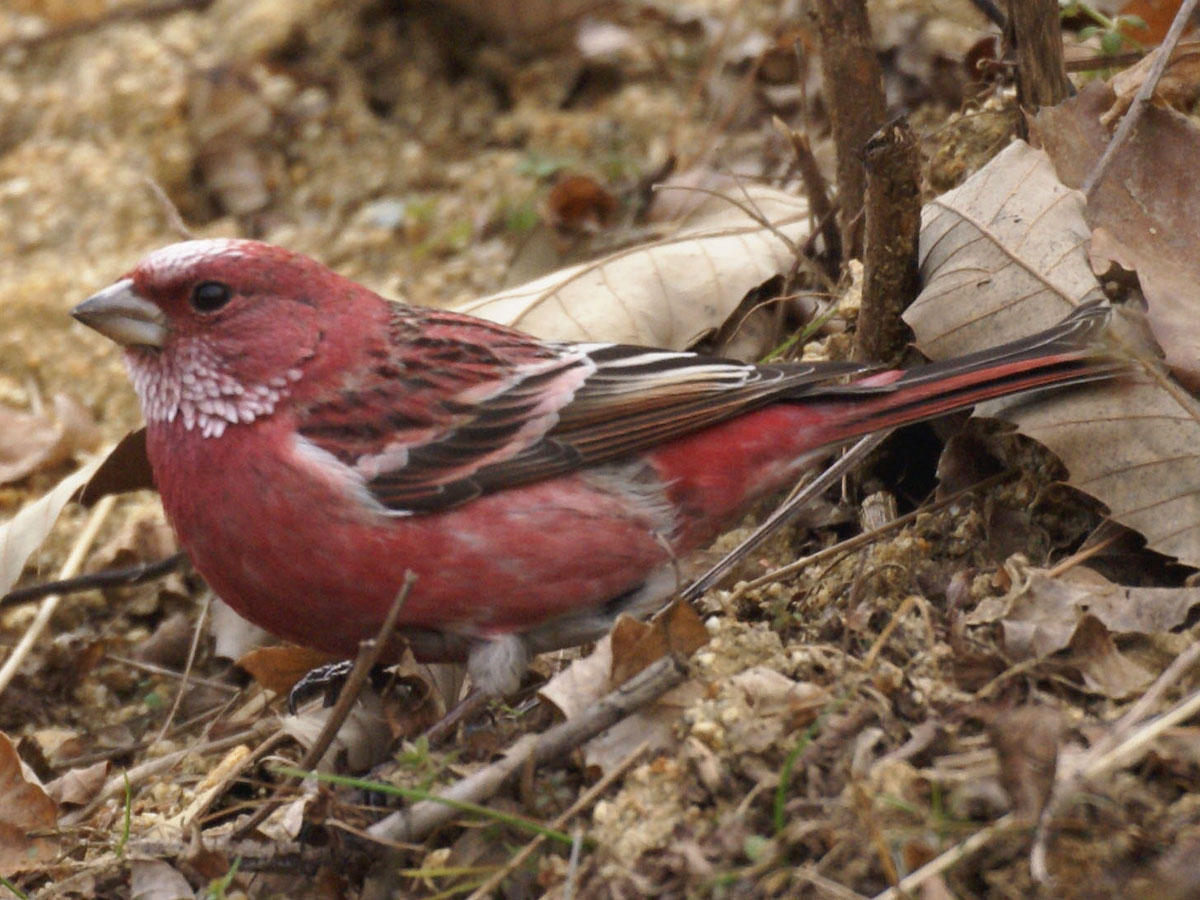
شرشور الورد لپالاس (Carpodacus roseus)، أحد أنواع شراشير الورد الحقيقيَّة.

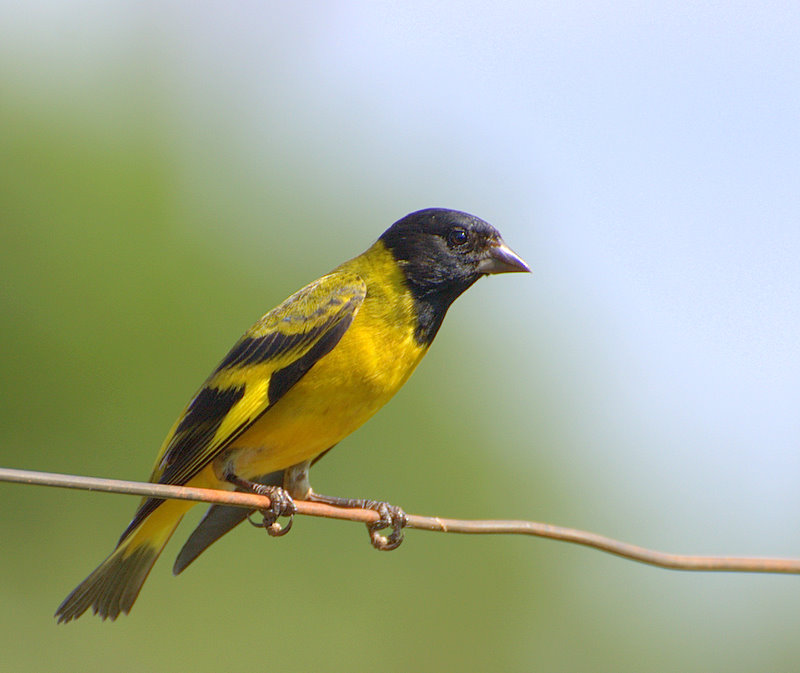
النّعار المُقلنس (Carduelis (Spinus) magellanica).

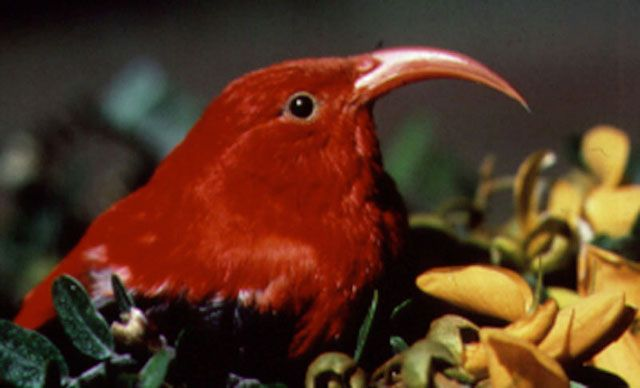
الإيئوي (Vestiaria coccinea)، من آكلات العسل الهاوايانيَّة.

إنَّ تصنيف الشراشير الشوكيَّة دائمُ التغيُّر والتطوير، أمَّا القائمة المُدرجَة هنا فتتبع دراسات علم الوراثة العرقية الجزئية التي أُجريت خلال العقود القليلة الأخيرة، وتأخذ بعين الاعتبار ما درج عليه العلماء، ألا وهو إبقاء جنس الحَساسين (Carduelis) موحدًا. يجدر بالذكر أن تضمين بعض الأجناس لأسرةٍ مُعينة قد يكون تضمينًا مؤقتًا.
- أسرة الشراشير الشُّرشُورية –. ثلاثة أنواع، تُطعم فراخها الحشرات، وقليلٌ من البزور.
  - جنس الشُّرشُوريات (Fringilla)
- أسرة الشراشير الشوكيَّة –. مجموعة أكبر حجمًا بكثير وتضمُّ عدّة أجناس تُطعم صغارها البزور حصريًا. تتكوّن هذه الأسرة من عدَّة فروع حيويَّة معروفة.
  - ثخينة المنقار النمطيَّة
    - جنس Eophona – ثخينة المنقار الشرقيَّة
    - جنس Coccothraustes – ثخينة المنقار للإقليم القطبي الشامل (مُتعددة الأعراق؟)
    - جنس Mycerobas – ثخينة المنقار المايكروباسيَّة

  - الدغناشات
    - جنس Pinicola – الثخين المنقار الصنوبري
    - جنس Pyrrhula – الدغناشات

  - الفرع الحيوي للمناطق القاحلة
    - جنس Leucosticte – شراشير الجبال
    - جنس N.N. – الشرشور الورد قاتم الصدر، "Carpodacus" nipalensis
    - جنس Rhodopechys – الشرشور الصيَّاح وأنسباؤه

  - شراشير الورد الآسيوية
    - جنس Carpodacus – شراشير الورد (هذا الجنس يحتاج تدقيق ومراجعة الخبراء. فقد يتألَّف من جنسين أو أكثر؛ وأبرزها Haematospiza وUragus)
    - جنس Haematospiza – الشرشور القرمزي
    - جنس Uragus – شراشير الورد المُخططة

  - شراشير الورد الأمريكيَّة
    - جنس Haemorhous

  - فرع الحًساسين والكنارات ومُصلَّبة المنقار الحيوي (الحسُّونيّات والنغريَّات متعددة الأعراق ولعلَّه من الأفضل اعتبارها مجموعة من المجموعات الفرعيَّة المستقلَّة أو جنس.)
    - جنس Serinus sensu lato – الكنارات، وآكلة البزور الأفريقيَّة، والنغرَّات والنعَّارات الأفريقيَّة
      - (ضرب) جنس Serinus sensu stricto – النَّغر الأوروبيّ وأنسباؤه (يحتمل ارتباطها بجنس Spinus)
      - (ضرب) جنسCrithagra – كنارات أفريقيا الاستوائيَّة، آكلات البزور الأفريقية، والشرشور الليموني (يُحتمل ارتباطها بشكل غير وثيق مع جنس Serinus)

    - جنس Linurgus – الشرشور الصفاريَ (يُحتمل أنه يُشكّلُ قاعدةً لجنس Crithagra)
    - جنس غليظ المنقار ذهبي الجناح – ثخينة المنقار ذهبية الجناح (موضوعة هنا مؤقتًا)
    - جنس "Serinus" thibetanus – النَّغر التبتي (يُحتمل ارتباطه بجنسيّ Spinus وSerinus sensu stricto)
    - جنس Carduelis sensu lato
      - (ضرب) جنس Carduelis sensu stricto – الحسُّون الأوراسيّ، الشرشور الليموني والشرشور الكورسيكي (يُحتمل ارتباطها بشكلٍ غير وثيق بجنس Spinus)
      - (ضرب) جنسSpinus – النَّعارات والحسُّون الأمريكي
      - (ضرب) جنس Linaria – التُفّاحيات والزُّقيقة (ذو علاقة وثيقة بجنس Spinus)
      - (ضرب) جنس Chloris – الحسُّون الأخضر الأوروبي وشراشير البادية
      - (ضرب) جنس Acanthis – التُفاحي الأحمر (ذو علاقة وثيقة بجنس Loxia)
      - (ضرب) جنس Loxia – مُصلَّبة المنقار

  - صنف Carduelinae  غير المُحدد
    - جنس Pyrrhoplectes – الشرشور ذهبيّ قفا العنق
    - جنس Chaunoproctus – ثخين المنقار البونيني (منقرض: 1830s)
    - جنس Callacanthis – الشرشور أبو نظَّارة
    - جنس Neospiza – ثخين منقار ساو تومي
- أسرة المِنجليَّات – آكلة العسل الهاوايانيَّة. يتفرّد بها أرخبيل هاواي؛ كانت في السابق تُعتبر فصيلةً بذاتها.
  - بقي منها ما بين 10 و 12 جنس، وحوالي 7 أجناس أخرى انقرضت
- أسرة الرخيميَّات – الشراشير الرخيمة. يتفرّد بها الإقليم المداري الجديد؛ كانت في السابق تُدرج ضمن فصيلة التناجريَّات.
  - جنس Euphonia
  - جنس Chlorophonia

## وصلات خارجية
- جمعيَّة الشُرشور القوميَّة، منظمة تهتم بتربية وإكثار الشراشير